# Barrocal algarvio
De Barrocal algarvio is een relatief nieuw Portugees hondenras en voorlopig erkend door de Clube Português de Canicultura.

## Oorsprong
Het ras stamt af van de Saloeki en de voorouders werden door Phoenisische zeevaarders door heel het Middellandse Zeegebied verspreid. Het ras werd in de Algarve vooral door rijke inwoners verder gefokt voor de jacht op wilde konijnen op het rotsachtige terrein in het zuiden van Portugal. In 1960 stond het ras op de rand van uitsterven als gevolg van de massale introductie van andere rassen.

## Herstel
Jose Afonso Correia begon voorzichtig met het herstel en de re-integratie van het ras. Hij stichtte de rasvereniging 'Associação de Criadores do Cão do Barrocal Algarvio'.

## Karakteristieken
De hond heeft halflange, zachte haren, vooral op de staart. Ze hebben grote staande oren. Een opmerkelijk goede jager, ook in onherbergzame gebieden.